# マリオ・アンチッチ
マリオ・アンチッチ（Mario Ančić, 1984年3月30日 - ）は、クロアチア・スプリト出身の男子プロテニス選手。クロアチアの先輩選手ゴラン・イワニセビッチと同じスプリット出身で、顔立ちも試合中の挙動もよく似ていることから、「イワニセビッチ2世」と呼ばれることが多い。人気テレビゲームの『スーパーマリオブラザーズ』にちなんだ“スーパーマリオ”というニックネームもある。
シングルス自己最高ランキングは7位（2006年7月）。男子テニス国別対抗戦・デビスカップ2005で、同僚のイワン・リュビチッチとともにデビスカップクロアチア代表を初優勝に導いた。ATPツアーでシングルス3勝、ダブルス5勝を挙げた。身長195cm、体重81kgの長身選手。妹のサンヤ・アンチッチもプロテニス選手になった。

## 選手経歴
7歳からテニスを始め、10歳の時からゴラン・イワニセビッチと一緒に練習するようになった。ジュニア時代には、2000年ウィンブルドン選手権男子ジュニア部門で準優勝がある。2001年に17歳でプロ入り。2002年ウィンブルドン選手権1回戦で、アンチッチは第7シードのロジャー・フェデラーを6-3, 7-6(2), 6-3のストレートで圧倒した。続く2回戦で敗れたが、この勝利で「イワニセビッチ2世」は一躍有名になり、現地イギリスの新聞から「スーパーマリオ」のニックネームもつけられた。2003年は全豪オープンでフアン・カルロス・フェレーロとの4回戦まで進み、全仏オープンの2回戦では第1シードのアンドレ・アガシに7-5, 6-1, 4-6, 2-6, 5-7のスコアで逆転負けを喫した。2004年ウィンブルドン選手権でさらなる成長ぶりを見せ、アンディ・ロディックとの準決勝まで進出したが、4-6, 6-4, 5-7, 5-7で敗れている。同年のアテネ五輪にもクロアチア代表として出場し、イワン・リュビチッチとペアを組んで男子ダブルスの銅メダルを獲得した。この年はATPツアーで4度の準優勝があり、あと1歩でツアー初優勝を逃していた。
2005年6月、アンチッチはウィンブルドン選手権前哨戦の1つであるオルディナ・オープン決勝でミカエル・ロドラを7-5, 6-4のストレートで下しついにツアー初優勝を飾った。同年10月にジャパン・オープン・テニス選手権にも出場、ここでも決勝に進出したが、対戦相手のウェスリー・ムーディに6-1, 6-7, 4-6の逆転で敗れ、年間2勝目はならなかった。12月2日から4日、デビスカップ2005決勝でクロアチアとスロバキアが対戦した。会場はスロバキアの首都ブラチスラヴァで行われたが、アンチッチとリュビチッチが活躍し、3勝2敗でクロアチアにデビスカップ杯初優勝をもたらした。
2006年全仏オープンで初めて全仏準々決勝に進出したが、フェデラーに4-6, 3-6, 4-6のストレートで敗れた。オルディナ・オープンで大会2連覇を達成した後、ウィンブルドン準々決勝でもフェデラーに連敗する。ウィンブルドン終了後、アンチッチは初めての世界ランキングトップ10入りを果たし、自己最高の7位に食い込んだ。しかし、2007年初頭から伝染性単核症に悩まされ、2月から半年間の戦線離脱を経験した。
アンチッチはウィンブルドン1回戦でフェデラーを破った2002年、地元にあるスプリト大学の法学部に入学し、2008年4月に大学を卒業した。
大学卒業から2か月後、彼はオルディナ・オープンのダブルスでユルゲン・メルツァーと組んで優勝し、ダブルス通算5勝目を挙げた。ウィンブルドンでも2年ぶりの準々決勝に勝ち進み、ここでもフェデラーに敗れた。
2009年には単核症の再発を受け、同年5月のオーストリア・オープンに出場したのを最後に療養の為またもツアー離脱を余儀なくされた。
2011年2月21日、アンチッチは現役引退を発表した。引退後は弁護士を目指している。

## ATPツアー決勝進出結果

### シングルス: 11回 (3勝8敗)
| 大会グレード                                  |
| グランドスラム (0-0)                          |
| テニス・マスターズ・カップ (0-0)              |
| ATPマスターズシリーズ (0-0)                   |
| ATPインターナショナルシリーズ・ゴールド (0-1) |
| ATPインターナショナルシリーズ (3–7)           |

| サーフェス別タイトル |
| ハード (0–7)         |
| クレー (0-0)         |
| 芝 (2-0)             |
| カーペット (1-1)     |

| 結果   | No. | 決勝日         | 大会                 | サーフェス        | 対戦相手               | スコア               |
| ------ | --- | -------------- | -------------------- | ----------------- | ---------------------- | -------------------- |
| 準優勝 | 1.  | 2004年2月15日  | ミラノ               | カーペット (室内) | アントニー・デュピュイ | 4–6, 7–6(12), 6–7(5) |
| 準優勝 | 2.  | 2005年2月27日  | スコッツデール       | ハード            | ウェイン・アーサーズ   | 5–7, 3–6             |
| 優勝   | 1.  | 2005年6月13日  | スヘルトーヘンボス   | 芝                | ミカエル・ロドラ       | 7–5, 6–4             |
| 準優勝 | 3.  | 2005年10月9日  | 東京                 | ハード            | ウェスリー・ムーディ   | 6–1, 6–7(7), 4–6     |
| 準優勝 | 4.  | 2006年1月15日  | オークランド         | ハード            | ヤルコ・ニエミネン     | 2–6, 2–6             |
| 準優勝 | 5.  | 2006年2月19日  | マルセイユ           | ハード (室内)     | アルノー・クレマン     | 4–6, 2–6             |
| 優勝   | 2.  | 2006年6月19日  | スヘルトーヘンボス   | 芝                | ヤン・ヘルニチ         | 6–0, 5–7, 7–5        |
| 準優勝 | 6.  | 2006年9月17日  | 北京                 | ハード            | マルコス・バグダティス | 4–6, 0–6             |
| 優勝   | 3.  | 2006年10月23日 | サンクトペテルブルク | カーペット (室内) | トーマス・ヨハンソン   | 7–5, 7–6(2)          |
| 準優勝 | 7.  | 2008年2月13日  | マルセイユ           | ハード (室内)     | アンディ・マリー       | 3–6, 4–6             |
| 準優勝 | 8.  | 2009年2月8日   | ザグレブ             | ハード (室内)     | マリン・チリッチ       | 3–6, 4–6             |

### ダブルス: 5回 (5勝0敗)
| 結果 | No. | 決勝日        | 大会               | サーフェス | パートナー           | 対戦相手                                    | スコア              |
| ---- | --- | ------------- | ------------------ | ---------- | -------------------- | ------------------------------------------- | ------------------- |
| 優勝 | 1.  | 2003年7月23日 | インディアナポリス | ハード     | アンディ・ラム       | ディエゴ・アヤラ ロビー・ジネプリ           | 2–6, 7–6(3), 7–5    |
| 優勝 | 2.  | 2005年4月25日 | ミュンヘン         | クレー     | ユリアン・ノール     | フロリアン・マイヤー アレクサンダー・ワスケ | 6–3, 1–6, 6–3       |
| 優勝 | 3.  | 2006年9月11日 | 北京               | ハード     | マヘシュ・ブパシ     | ミヒャエル・ベラー ケネス・カールセン       | 6–4, 6–3            |
| 優勝 | 4.  | 2006年9月26日 | ムンバイ           | ハード     | マヘシュ・ブパシ     | ロハン・ボパンナ en:Mustafa Ghouse          | 6–4, 6–7(6), [10-8] |
| 優勝 | 5.  | 2008年6月15日 | スヘルトーヘンボス | 芝         | ユルゲン・メルツァー | マヘシュ・ブパシ リーンダー・パエス         | 7–6(5), 6–3         |

## 4大大会シングルス成績
略語の説明
| W | F | SF | QF | #R | RR | Q# | LQ | A | Z# | PO | G | S | B | NMS | P | NH |

W=優勝, F=準優勝, SF=ベスト4, QF=ベスト8, #R=#回戦敗退, RR=ラウンドロビン敗退, Q#=予選#回戦敗退, LQ=予選敗退, A=大会不参加, Z#=デビスカップ/BJKカップ地域ゾーン, PO=デビスカップ/BJKカッププレーオフ, G=オリンピック金メダル, S=オリンピック銀メダル, B=オリンピック銅メダル, NMS=マスターズシリーズから降格, P=開催延期, NH=開催なし.
| 大会           | 2002 | 2003 | 2004 | 2005 | 2006 | 2007 | 2008 | 2009 | 通算成績 |
| -------------- | ---- | ---- | ---- | ---- | ---- | ---- | ---- | ---- | -------- |
| 全豪オープン   | A    | 4R   | 3R   | 3R   | 3R   | 4R   | A    | 3R   | 14–6     |
| 全仏オープン   | LQ   | 2R   | 3R   | 3R   | QF   | A    | 3R   | A    | 11–5     |
| ウィンブルドン | 2R   | 1R   | SF   | 4R   | QF   | A    | QF   | A    | 17–6     |
| 全米オープン   | 1R   | 1R   | 1R   | 2R   | A    | A    | A    | A    | 1–4      |